# 패티나 밀러
패티나 밀러(Patina Miller, 1984년 11월 6일 ~ )는 미국의 배우, 가수이다.